# Xi Ziyue
Xi Ziyue (ur. 2004) – chiński zapaśnik walczący w stylu klasycznym. 
Brązowy medalista mistrzostw Azji w 2025 roku. 